# Охоница
Охоница (словен. Ohonica) је насељено место у општини Боровница, Средњесловенска регија, Словенија.

## Историја
До територијалне реорганизације у Словенији била је у саставу старе општине Врхника.

## Становништво
У попису становништва из 2021. године, Охоница је имала 91 становника.
| Број становника према пописима | Број становника према пописима | Број становника према пописима | Број становника према пописима |
| ------------------------------ | ------------------------------ | ------------------------------ | ------------------------------ |
| 1991                           | 2002                           | 2011                           | 2021                           |
| 69                             | 78                             | 80                             | 91                             |

Напомена: Године 1995. увећан за део насеља Пристава.